# Бисентал
Бисентал (њем. Biesenthal) град је у њемачкој савезној држави Бранденбург. Једно је од 24 општинска средишта округа Барним. Према процјени из 2010. у граду је живјело 5.507 становника. Посједује регионалну шифру (AGS) 12060024.

## Географски и демографски подаци
Бисентал се налази у савезној држави Бранденбург у округу Барним. Град се налази на надморској висини од 50 метара. Површина општине износи 60,5 km².

## Становништво
У самом граду је, према процјени из 2010. године, живјело 5.507 становника. Просјечна густина становништва износи 91 становника/km².